# Clathrina angraensis
Clathrina angraensis är en svampdjursart som beskrevs av Azevedo och Klautau 2007. Clathrina angraensis ingår i släktet Clathrina och familjen Clathrinidae. Inga underarter finns listade i Catalogue of Life.